# Phyllachora incrustans
Phyllachora incrustans är en svampart som först beskrevs av Marjan Raciborski, och fick sitt nu gällande namn av Franz Petrak 1929. Phyllachora incrustans ingår i släktet Phyllachora och familjen Phyllachoraceae.   Inga underarter finns listade i Catalogue of Life.